# Élections législatives de 1917 en Australie-Occidentale
Les élections législatives de 1917 en Australie-Occidentale se sont déroulées le 29 septembre 1917 pour élire les 50 membres de l'Assemblée législative de l'Australie-Occidentale. La coalition formée par le Parti nationaliste d'Australie, le Parti national d'Australie-Occidentale et le Parti travailliste national et menée par le Premier ministre sortant, Sir Henry Lefroy (en), a remporté les élections face au Parti travailliste, mené par le chef de l'opposition sortant, Philip Collier, et conserve ainsi le gouvernement.

## Résultats
Puisque des changements de nature importante ont eu lieu, il est difficile de faire une comparaison directe des résultats de cette élection avec la précédente. Le « Parti libéral national » n'était pas un parti politique en soit, mais plutôt une faction du Parti nationaliste. Ainsi, dans son ensemble, le Parti nationaliste a remporté 16 sièges, c'est-à-dire le même nombre que lors de l'élection précédente, et 34,85 % des votes.
Le nom des partis faisant partie de la coalition qui a formé le Australie-Occidentale ont été mis en gras dans le tableau ci-dessous.
| Inscrits                           | Inscrits                 | Inscrits                 | 138 115   |             |                      |                      |
| Abstentions                        | Abstentions              | Abstentions              | 52 495    | 38,01 %     |                      |                      |
| Votants                            | Votants                  | Votants                  | 85 620    | 61,99 %     |                      |                      |
|                                    |                          |                          |           |             |                      |                      |
| Bulletins enregistrés              | Bulletins enregistrés    | Bulletins enregistrés    | 85 620    |             |                      |                      |
| Bulletins blancs ou nuls           | Bulletins blancs ou nuls | Bulletins blancs ou nuls | 1 479     | 1,73 %      |                      |                      |
| Suffrages exprimés                 | Suffrages exprimés       | Suffrages exprimés       | 84 141    | 98,27 %     | 50 sièges à pourvoir | 50 sièges à pourvoir |
|                                    |                          |                          |           |             |                      |                      |
| Liste                              | Tête de liste            |                          | Suffrages | Pourcentage | Sièges acquis        | Var.                 |
| Parti travailliste                 | Philip Collier           |                          | 20 867    | 24,8 %      | 15 / 50              | +1                   |
| Parti nationaliste d'Australie     | ?                        |                          | 18 087    | 21,5 %      | 8 / 50               | +3                   |
| Parti libéral national             | ?                        |                          | 11 242    | 13,36 %     | 8 / 50               | -3                   |
| Country Party of Western Australia | ?                        |                          | 15 560    | 18,49 %     | 12 / 50              | +0                   |
| Parti travailliste national        | ?                        |                          | 13 186    | 15,67 %     | 6 / 50               | -3                   |
| Travaillistes indépendants         | s.o.                     |                          | 2 490     | 2,96 %      | 1 / 50               | +1                   |
| Indépendant                        | s.o.                     |                          | 2 709     | 3,22 %      | 0 / 50               | 0                    |

Il est à noter que 10 des 50 sièges ont été remportés sans contestation, ce qui représentait un total de 29 196 voteurs inscrits. Six de ces sièges étaient du Parti travailliste, deux du Country Party of Western Australia et un du Parti travailliste national.